# 鄯州
鄯州，是中国从北魏到宋朝的一个的州。
北魏孝昌二年（526年）设置，治所在西都县（隋朝改名湟水县，今青海省海东市乐都区）。唐朝时辖境包括今天的青海乐都、西宁、湟中。隋炀帝大业年间和唐玄宗天宝年间一度改名西平郡。鄯州是陇右道和陇右节度使的治所。安史之乱后，地入吐蕃。大中五年（851年），张议潮归义后，再属唐朝。唐朝灭亡后，为吐蕃、党项部落占据，宋神宗熙宁年间收复。北宋崇宁三年（1104年），改鄯州为西宁州。
| 隋朝行政区划变迁 | 隋朝行政区划变迁 | 隋朝行政区划变迁 | 隋朝行政区划变迁 | 隋朝行政区划变迁 |
| 区分             | 開皇元年         | 区分             | 大業3年          |                  |
| ---------------- | ---------------- | ---------------- | ---------------- | ---------------- |
| 州               | 鄯州             | 郡               | 西平郡           |                  |
| 郡               | 乐都郡           | 县               | 湟水县 化隆县    |                  |
| 县               | 西都县 化隆县    | 县               | 湟水县 化隆县    |                  |

唐代鄯州刺史
- 李玄运（贞观初年）
- 杜凤举（641年）
- 元师奖（贞观年间）
- 张允恭（656年）
- 陶大举（高宗咸亨年间）
- 刘仁轨（677年，洮河道行军镇守大使）
- 李敬玄（678年—680年，都督）
- 李思文（679年，陇西大使）
- 臧怀亮（中宗景龙年间，都督）
- 杨矩（710年—714年，都督）
- 郭知运（714年—721年，都督）
- 王君㚟（723年—724年，都督）
- 安忠敬（724年—726年，都督）
- 李嗣玄（727年，陇西节度大使，遥领）
- 张志亮（727年—733年，都督）
- 张守珪（728年—733年，都督）
- 贾师顺（733年—734年，都督）
- 阴承本（734年—736年，都督）
- 马正会（736年—737年，都督）
- 杜希望（737年—739年，都督）
- 盖嘉运（740年—741年，陇右节度使）
- 皇甫惟明（742年—746年，陇右节度使）
- 王忠嗣（746年—747年，西平郡太守）
- 哥舒翰（747年—755年，西平郡太守）
- 周泌（756年—757年，陇右节度使）
- 郭英乂（757年，都督）
- 高昇（肃宗乾元年间，陇右节度使）
- 李侹（760年，陇西节度大使，遥领）
- 彡且复（肃宗上元年间，陇西节度使）
- 李鼎（761年）[2]